# King Hassan II Trophy 2012
De King Hassan II Trophy is een jaarlijks golftoernooi in Marokko. In 2012 wordt het voor de 39ste keer gespeeld. Het vindt plaats op de Golf du Palais Royal in Agadir van 22-25 maart. Er doen 125 spelers mee. De Ladies European Tour speelt in diezelfde dagen de Princess Lalla Meryem Cup op de Golf de L’Océan, ook in Agadir.

## King Hassan II Trophy 2012

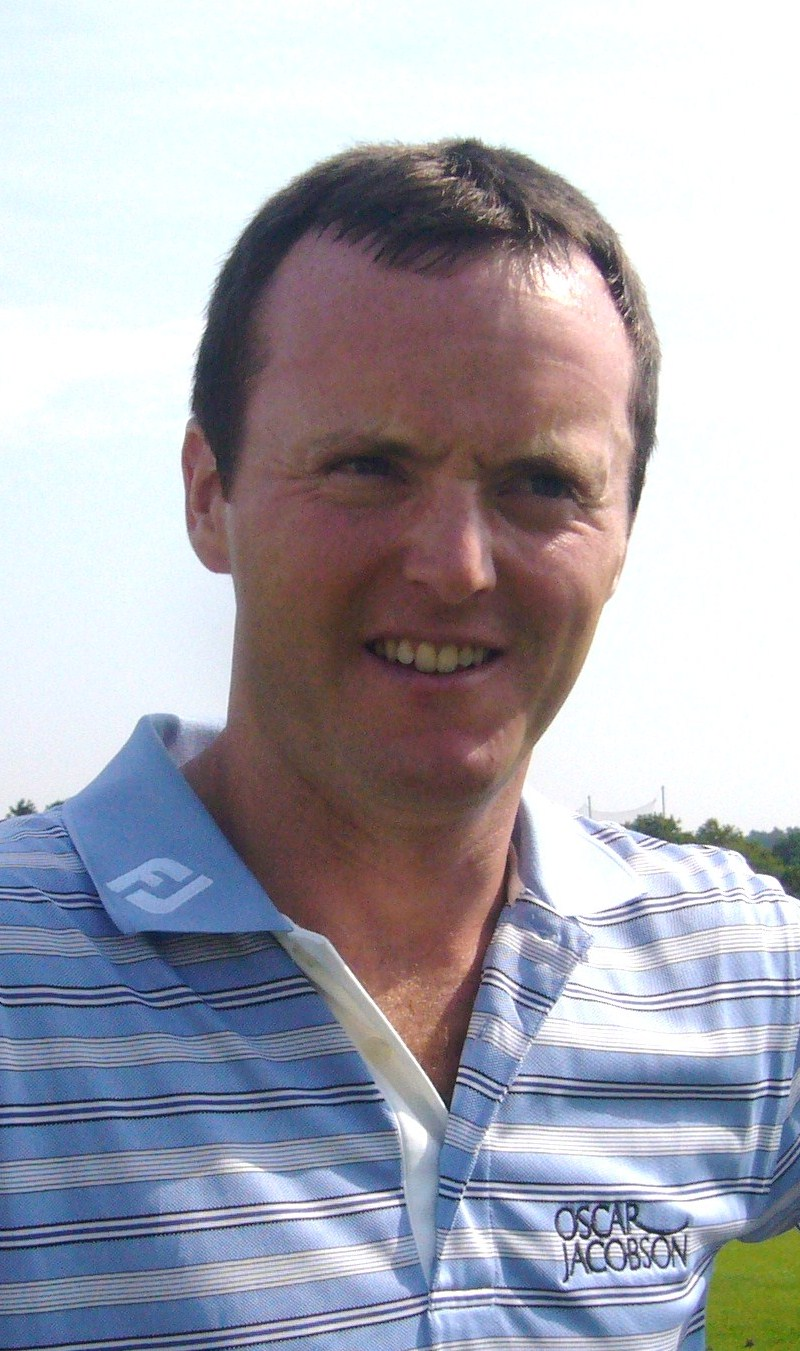
Michael Hoey, winnaar 2012

Het totale prijzengeld is € 1.500.000, waarvan de winnaar € 250.000 krijgt. Daarnaast krijgt de winnaar een schitterende dolk belegd met edelstenen.
De winnaar van 2011, Engelsman David Horsey, is aanwezig om zijn titel te verdedigen. Prins Moulay Rachid, een zoon van de oprichter van het toernooi, de overleden koning Hassan II, is ook weer aanwezig.
In 2012 zal het toernooi niet meer als Pro-Am op twee banen gespeeld worden, maar als gewoon stokeplay toernooi en gewoon op één baan.
Op vrijdagochtend was er storm in Agadir, waardoor beide toernooien pas om 13:00 uur konden starten en zaterdag de tweede ronde eesrt afgemaakt moest worden.

### Verslag

#### Ronde 1

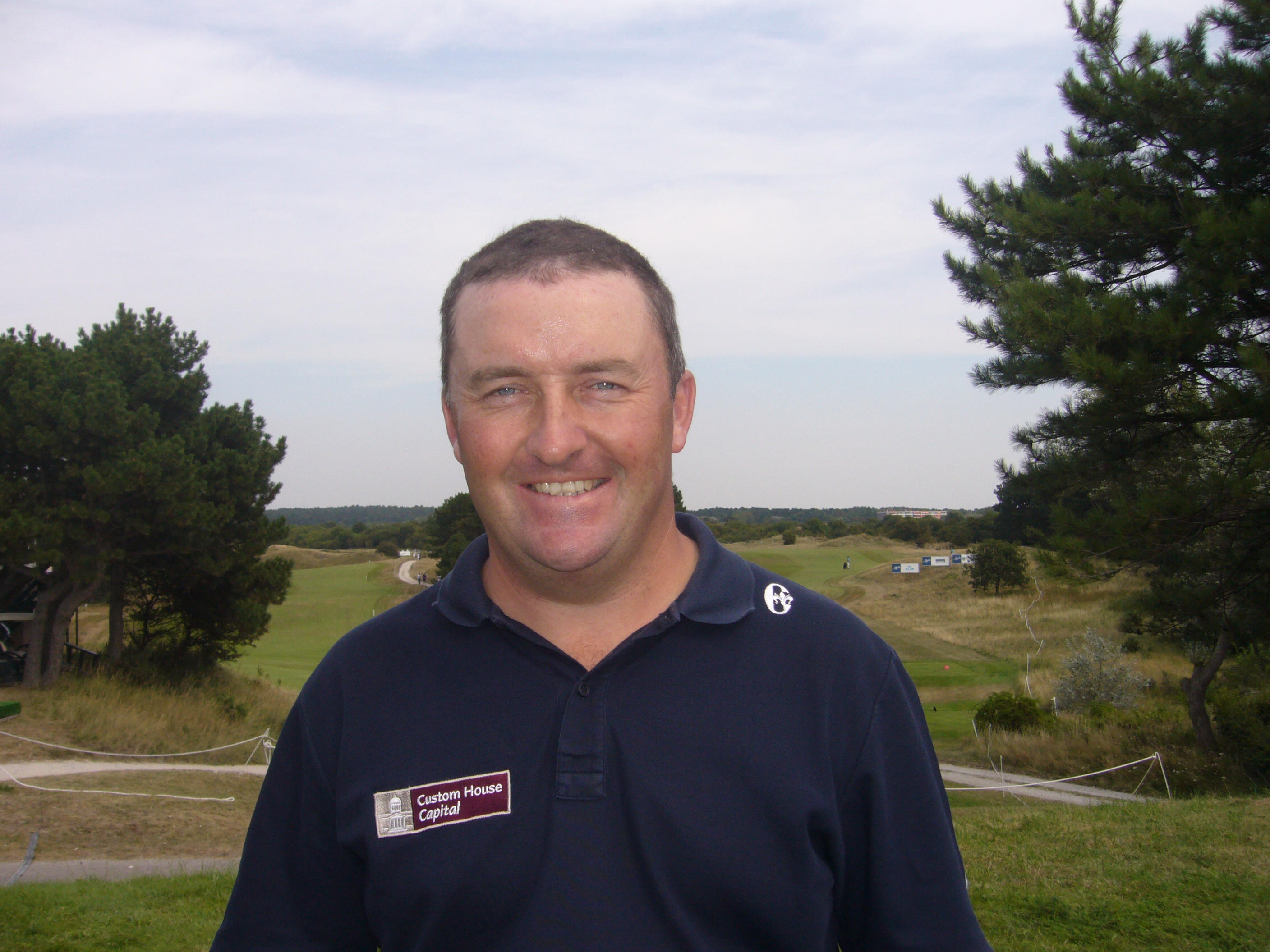
Damien McGrane
Leider ronde 1,2 en 3

Voor twee spelers is deze week spannend omdat dit is de laatste mogelijkheid is zich te kwalificeren voor de Masters. Al dan niet toevallig spelen Robert Rock en Matteo Manassero de eerste twee rondes in dezelfde flight. Robert Rock staat nummer 57 op de wereldranglijst (OWGR) en haalt de top-50 door op de eerste of tweede plaats te eindigen, Manassero, die vorige week tweede werd bij het Open de Andalucía, staat op nummer 61 en moet winnen om dat te bereiken. Tijdens de eerste ronde lijkt Robert Rock zijn kans verspeeld te hebben, hij maakte een 11 op zijn 4de hole, een par 4.
Verder zijn er twee Nederlanders, Robert-Jan Derksen en Joost Luiten. Beiden spelen de eerste ronde in de ochtendronde. Luiten had zes birdies in zijn eerste acht holes maar eindigde met een teleurstellende score van −2. Derksen stond na acht holes op −4, maar dat werd ten slotte ook zijn eindscore.

#### Ronde 2
Toen de tweede ronde werd afgebroken, stond Phillip Price aan de leiding, maar zaterdagochtend werd hij ingehaald door Damien McGrane. Robert Rock herstelde zich net niet goed genoeg om de cut te halen. Joost Luiten maakte een goede ronde en steeg naar de 4de plaats, Robert-Jan Derksen staat met een slag meer op een gedeeld 6de plaats.

#### Ronde 3
Na twaalf holes had Matteo Manassero ook een totaalscore van −11 en deelde even de leiding met McGrane, die vijf holes achter hem speelde. Derksen en Luiten delen de 10de plaats, zondag moeten ze de ronde nog afmaken.

#### Ronde 4
Zondag ochtend eindigden McGrane en Manassero samen met −12 aan de leiding. Derksen kwam als beste Nederlander op de 8ste plaats, Luiten maakte een ronde van +1 en zakte naar de 22ste plaats. Michael Hoey maakte 65, gelijk aan het toernooirecord en steeg naar de 4de plaats.
Ronde 4 startte om 10:20 uur. Het leek een spannende partij te worden tussen Damien McGrane, die sinds 2008 niets meer won, en Manassero, die de Masters mag spelen als hij wint, maar er kwam een derde speler ten tonele, Michael Hoey, die in de eerste acht holes vijf birdies maakte en aan de leiding ging en bleef.
De grootste verrassing was echter de score van Jamie Donaldson, die een ronde van 61 maakte en op de derde plaats eindigde.
- Leaderboard

| Naam                | Score R1 | Score R1 | Nr   | Score R2 | Score R2 | Totaal | Nr  | Score R3 | Score R3 | Totaal | Nr  | Score R4 | Score R4 | Totaal | Nr  |
| ------------------- | -------- | -------- | ---- | -------- | -------- | ------ | --- | -------- | -------- | ------ | --- | -------- | -------- | ------ | --- |
| Michael Hoey        | 74       | +2       | T65  | 67       | −5       | −3     | T30 | 65       | −7       | −10    | T4  | 65       | −7       | −17    | 1   |
| Damien McGrane      | 65       | −7       | 1    | 69       | −3       | −11    | 1   | 71       | −1       | −12    | T1  | 70       | −2       | −14    | 2   |
| Jamie Donaldson     | 72       | par      | T35  | 68       | −4       | −4     | T21 | 74       | +2       | −2     | T41 | 61       | −11      | −13    | T3  |
| Phillip Price       | 68       | −4       | T4   | 66       | −6       | −10    | 2   | 72       | par      | −10    | T4  | 69       | −3       | −13    | T3  |
| Matteo Manassero    | 69       | −3       | T11  | 70       | −2       | −5     | T11 | 65       | −7       | −12    | T1  | 72       | par      | −12    | T6  |
| José Manuel Lara    | 70       | −2       | T18  | 65       | −7       | −9     | 3   | 70       | −2       | −11    | 3   | 72       | par      | −11    | T9  |
| James Kingston      | 70       | −2       | T18  | 67       | −5       | −7     | T6  | 70       | −2       | −9     | T8  | 70       | −2       | −11    | T9  |
| Robert-Jan Derksen  | 68       | −4       | T4   | 69       | −3       | −7     | T6  | 70       | −2       | −9     | T8  | 72       | par      | −9     | T14 |
| Joel Sjöholm        | 70       | −2       | T18  | 66       | −6       | −8     | T4  | 70       | −2       | −10    | T4  | 75       | +3       | −7     | T25 |
| Jorge Campillo      | 68       | −4       | T4   | 69       | −3       | −7     | T6  | 72       | par      | −7     | T12 | 76       | +4       | −3     | T37 |
| Joost Luiten        | 70       | −2       | T18  | 66       | −6       | −8     | T4  | 73       | +1       | −7     | T22 | 77       | +5       | −2     | T44 |
| Alejandro Cañizares | 67       | −5       | 3    | 72       | par      | −5     | T14 | 78       | +6       | +1     | T63 | 72       | par      | +1     | T58 |
| Robert Rock         | 77       | +5       | T104 | 68       | −4       | +1     | T67 | MC       |          |        |     |          |          |        |     |

| Leider |  | Toernooirecord |  | MC = missed cut = cut gemist |  | DQ = disqualified |

### De spelers
| - Fredrik Andersson Hed - Felipe Aguilar - Matthew Baldwin - Rich Beem - Richard Bland - Knut Borsheim - Grégory Bourdy - Gary Boyd - Markus Brier - Michael Campbell - Jorge Campillo - Alejandro Cañizares - Christian Cévaër - Robert Coles - Federico Colombo - Rhys Davies (2010) - Carlos Del Moral - Daniel Denison - Robert-Jan Derksen - Andrew Dodt - Jamie Donaldson - Bradley Dredge - David Drysdale - Edouard Dubois - Victor Dubuisson - Johan Edfors - Niclas Fasth - Kenneth Ferrie - Richard Finch - Oliver Fisher - Tommy Fleetwood - Oscar Florén - Mark Foster | - Marcus Fraser - Lorenzo Gagli - Stephen Gallacher - Jordi García - Ignacio Garrido (1996) - Jean-Baptiste Gonnet - Ricardo González - Tano Goya - Branden Grace - Richard Green - Søren Hansen - Grégory Havret - Benjamin Hebert - Peter Hedblom - Michael Hoey - Keith Horne - David Horsey (2011) - Mikko Ilonen - Raphaël Jacquelin - Thongchai Jaidee - Scott Jamieson - Richard S Johnson - Michael Jonzon - Simon Khan - James Kingston - Jbe' Kruger - José Manuel Lara - Pablo Larrazábal - Peter Lawrie - Thomas Levet - Sam Little - Shane Lowry - Joost Luiten | - David Lynn - Matteo Manassero - Pablo Martin - Gareth Maybin - Richard McEvoy - Paul McGinley - Damien McGrane - Edoardo Molinari - Francesco Molinari - Colin Montgomerie (1997) - James Morrison - Jamie Moul - Garth Mulroy - George Murray - Christian Nilsson - Alexander Norén - Steven O'Hara - Thorbjørn Olesen - Gary Orr - Hennie Otto - Andrea Pavan - Phillip Price - Julien Quesne - Richie Ramsay - Robert Rock - Brett Rumford - Ricardo Santos - Marcel Siem - Jeev Milkha Singh - Joel Sjöholm - Lee Slattery - Richard Sterne - Graeme Storm | - Simon Thornton - Anthony Wall - Steve Webster - Chris Wood - Jaco Van Zyl - Marc Warren - Romain Wattel - Peter Whiteford - Bernd Wiesberger - Danny Willett - Fabrizio Zanotti - Matthew Zions Regionale Orders of Merit - Timothy O'Neal - Richard Todd - Jake Shepherd - Mark Murphy - Faycal Serghini - Younes El Hassani Invitaties - Do-hoon Kim - Peter Uihlein - Tetsuji Hiratsuka - Oliver Wilson - John Daly - Andrew Marshall Amateurs - Mustapha El Maouas - Masamichi Ito |

Terwijl Grégory dit toernooi speelt, doet zijn zuster Mélanie mee aan de Princess Lalla Meryem Cup. Het is de eerste keer dat zij tegelijkertijd in dezelfde stad een toernooi spelen.

## Princess Lalla Meryem Cup 2012

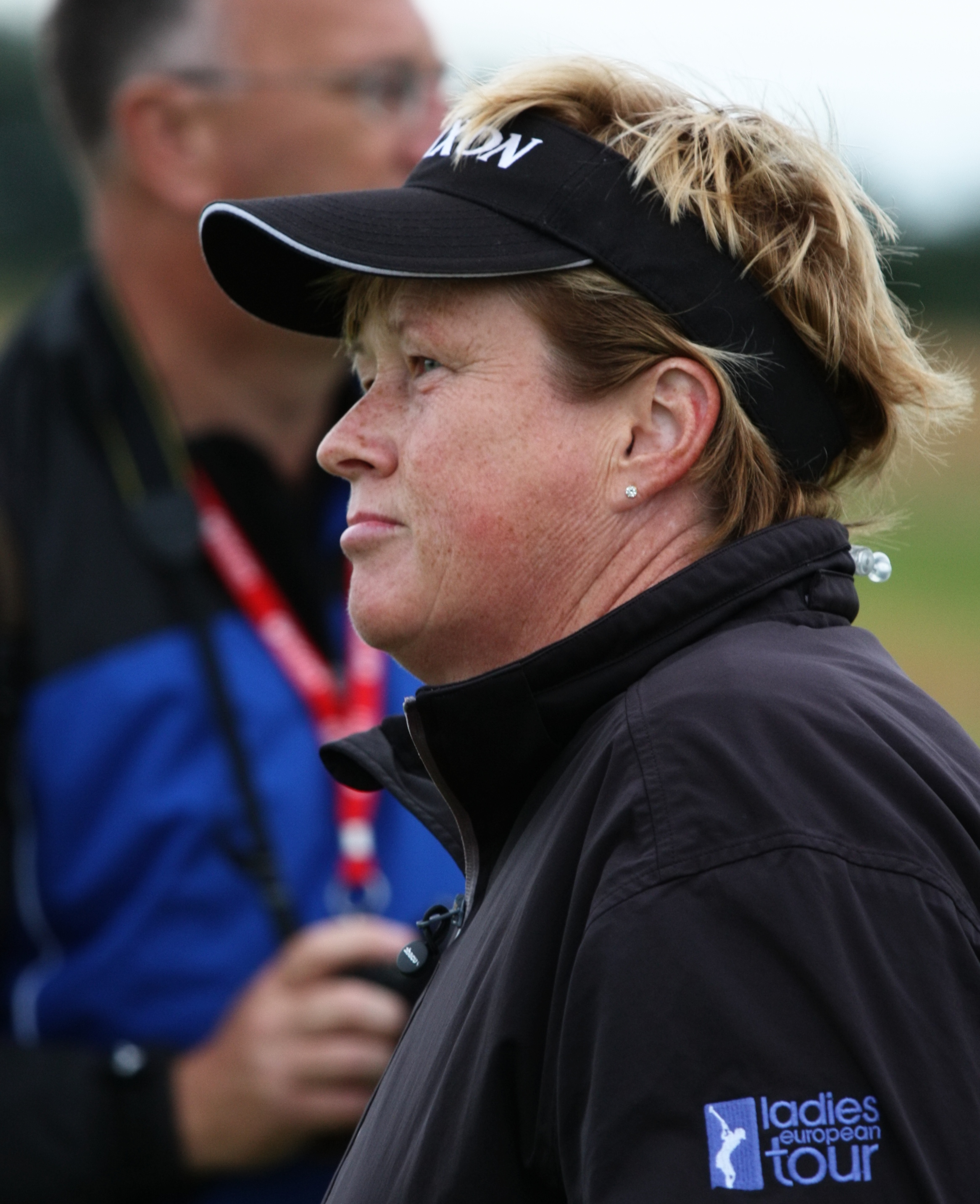
Winnares Karen Lunn

### Verslag

#### Ronde 1
Er doen 126 speelsters mee w.o. drie Nederlandse en twee Belgische dames. Marjet van der Graaff was van hen de beste, de anderen speelden boven par. 's Ochtends stond er veel wind, 's middags werd het 34 graden.
Aan de leiding gingen twee Franse speelsters: Julie Maisongrosse en Jade Schaeffer. De derde plaats wordt gedeeld door Sophie Walker, Rebecca Codd en Linda Wessberg. Marjet deelt de 6de plaats met vijf andere speelsters.

#### Ronde 2
Ook op de Golf de L’Océan was 's ochtends storm en werd er pas om 1 uur gestart. Aan het einde van de middag stond Marianne Skarpnord aan de leiding, zaterdag moest de ronde afgemaakt worden. Marjet van der Graaff stond na een tweede ronde van 69 op een gedeelde 6de plaats. Chrisje de Vries eindigde met een birdie waardoor ze naar de 52ste plaats steeg, Marieke Nivard haalde met een 59ste plaats net de cut. De Belgische speelsters vielen af.

#### Ronde 3
Na ronde 3 kwam Jade Schaeffer weer aan de leiding. Marjet bleef nog net in de top-10. Bijna alle speelsters konden ronde 3 afmaken, zes speelsters, w.o. Marieke Nivard, make ronde 3 op zondag af.

#### Ronde 4
Karen Lunn eindigde de derde ronde op een gedeeld 2de plaats en maakte een mooie score in de laatste ronde. Met een voorsprong van drie slagen won zij dit toernooi.
- Leaderboard

| Naam                  | Score R1 | Score R1 | Nr   | Score R2 | Score R2 | Totaal | Nr  | Score R3 | Score R3 | Totaal | Nr  | Score R4 | Score R4 | Totaal | Nr  |
| --------------------- | -------- | -------- | ---- | -------- | -------- | ------ | --- | -------- | -------- | ------ | --- | -------- | -------- | ------ | --- |
| Karen Lunn            | 72       | +1       | T    | 66       | −5       | −4     | 6   | 68       | −3       | −7     | T2  | 66       | −6       | −12    | 1   |
| Tandi Cuningham       | 71       | par      | T23  | 70       | −1       | −1     | T22 | 67       | −4       | −5     | T5  | 67       | −4       | −9     | T2  |
| Marianne Skarpnord    | 70       | −1       | T13  | 65       | −6       | −7     | 1   | 71       | par      | −7     | T2  | 69       | −2       | −9     | T2  |
| Jade Schaeffer        | 67       | −4       | T1   | 69       | −2       | −6     | 2   | 69       | −2       | −8     | 1   | 72       | +1       | −7     | T4  |
| Carin Koch            | 69       | −2       | T6   | 68       | −3       | −5     | 3   | 74       | +3       | −2     | T15 | 68       | −2       | −4     | 8   |
| Eleanor Givens        | 70       | −1       | T13  | 67       | −4       | −5     | 3   | 71       | par      | −5     | T5  | 76       | +5       | par    | T22 |
| Ursula Wikstrom       | 71       | par      | T23  | 66       | −5       | −5     | 3   | 75       | +4       | −1     | T22 | 73       | +2       | +1     | T25 |
| Marjet van der Graaff | 69       | −2       | T6   | 69       | −2       | −4     | T6  | 72       | +1       | −3     | T10 | 78       | +7       | +4     | T37 |
| Chrisje de Vries      | 75       | +4       | T84  | 70       | −1       | +3     | T52 | 75       | +4       | +7     | T60 | 71       | par      | +7     | T52 |
| Julie Maisongrosse    | 67       | −4       | T1   | 72       | +1       | −3     | T12 | 78       | +7       | +4     | T44 | 76       | +5       | +9     | T56 |
| Marieke Nivard        | 74       | +3       | T71  | 72       | +1       | +4     | T59 | 76       | +5       | +9     | T67 | 77       | +6       | +15    | 69  |
| Bénédicte Toumpsin    | 77       | +6       | T103 | 71       | par      | +6     | MC  |          |          |        |     |          |          |        |     |
| Lien Willems          | 80       | +9       | T118 | 73       | +2       | +11    | MC  |          |          |        |     |          |          |        |     |

| Leider |  | Toernooirecord |  | MC = missed cut = cut gemist |  | DQ = disqualified |

### De speelsters
| - Caroline Afonso - Holly Aitchison - Carmen Alonso - Lucie André - Brianne J Arthur - Alessandra Averna - Rachel Bailey - Maria Beautell - Patricia Beliard - Elizabeth Bennett - Carly Booth - Mélodie Bourdy - Stacey Lee Bregman - Rebecca Brewerton - Sara M Brown - Hannah Burke - Laura Cabanillas - Sandra Carlborg - Anne-Lise Caudal - Connie Chen - Esther Choe - Monica Christiansen - Carlota Ciganda - Joanne Clingan - Rebecca Codd - Tandi Cuningham - Tara L Davies - Valentine Derrey - Jacqueline Dittrich - Sara Djos - Charlie Douglass - Martina Eberl-Ellis | - Charlotte L Ellis - Tania Elosegui - Elin Emanuelsson - Kirsty Fisher - Rebecca Flood - Barbara Genuini - Nicole Gergely - Sophie Giquel-Bettan - Elena Giraud - Elenour Givens - Marjet van der Graaff - Julie Greciet - Sofia Harkonen - Sahra Hassan - Erika Holmen - Rebecca Hudson - Rachel Jennings - Felicity Johnson - Trish Johnson - Sarah Jones - Malene Jorgensen - Zuzana Kamasova - Stacey Keating - Lynn Kenny - Stephanie Kirchmayr - Cassandra Kirkland - Joanna Klatten - Ashley Knoll - Carin Koch - Ludivine Kreutz - Lene Krog - Virginie Lagoutte-Clement | - Vikki Laing - Ana Larraneta - Kym Larratt - Louise Larsson - Liebelei E Lawrence - Cecilie Lundgreen - Karen Lunn - Anais Maggetti - Julie Maisongrosse - Laurette Maritz - Caroline Martens - Kiran Matharu - Mary Mattson - Stefanie Michl - Anja Monke - Stephanie Na - Miriam Nagl - Sharmila Nicollet - Marieke Nivard - Ceeline Palomar - Florentyna Parker - Mikaela Parmlid - Clare Queen - Marion Ricordeau - Margherita Rigon - Morgana Robbertze - Caroline Rominger - Anna Rossi - Kaisa Ruuttila - Sophie Sandolo - Jade Schaeffer - Viva Schlasberg | - Laure Sibille - Georgina L Simpson - Marianne Skarpnord - Monique Smit - Lisa Holm Sorensen - Klara Spilkova - Line Vedel - Alexandra Vilatte - Chrisje de Vries - Kylie Walker - Sophie Walker - Gemma Webster - Linda M Wessberg - Caroline Westrup - Alison WHitaker - Ursula Wikstrom - Jessica Yadloczky - Veronica Zorzi - Henrietta Zuel - Adriana Zwanck Invitaties - Matia Maffiuletti - Lucy Williams - Stefania Croce - Maha Haddioui - Bénédicte Toumpsin - Lucy Davies - Lien Willems Amateurs - Manon Molle - Juan Ru Yin |

## Trivia
Charlotte Ellis deed in 2011 als amateur mee.